# SLC35A4
SLC35A4 (англ. Solute carrier family 35 member A4) – білок, який кодується однойменним геном, розташованим у людей на 5-й хромосомі. Довжина поліпептидного ланцюга білка становить 324 амінокислот, а молекулярна маса — 34 593.
| 10         |  | 20         |  | 30         |  | 40         |  | 50         |
| ---------- |  | ---------- |  | ---------- |  | ---------- |  | ---------- |
| MSVEDGGMPG |  | LGRPRQARWT |  | LMLLLSTAMY |  | GAHAPLLALC |  | HVDGRVPFRP |
| SSAVLLTELT |  | KLLLCAFSLL |  | VGWQAWPQGP |  | PPWRQAAPFA |  | LSALLYGANN |
| NLVIYLQRYM |  | DPSTYQVLSN |  | LKIGSTAVLY |  | CLCLRHRLSV |  | RQGLALLLLM |
| AAGACYAAGG |  | LQVPGNTLPS |  | PPPAAAASPM |  | PLHITPLGLL |  | LLILYCLISG |
| LSSVYTELLM |  | KRQRLPLALQ |  | NLFLYTFGVL |  | LNLGLHAGGG |  | SGPGLLEGFS |
| GWAALVVLSQ |  | ALNGLLMSAV |  | MKHGSSITRL |  | FVVSCSLVVN |  | AVLSAVLLRL |
| QLTAAFFLAT |  | LLIGLAMRLY |  | YGSR       |  |            |  |            |

A: Аланін

C: Цистеїн

D: Аспарагінова кислота

E: Глутамінова кислота

F: Фенілаланін

G: Гліцин

H: Гістидин

I: Ізолейцин

K: Лізин

L: Лейцин

M: Метіонін

N: Аспарагін

P: Пролін

Q: Глутамін

R: Аргінін

S: Серин

T: Треонін

V: Валін

W: Триптофан

Задіяний у такому біологічному процесі, як транспорт. 
Локалізований у мембрані, апараті гольджі.